# Serieåret 2019

## Pristagare
- Adamsonstatyetten: Krister Petersson

## Utgivning
- Jubileumsutgåvor av Tintin: Tintin i Sovjet, Tintin i Tibet, Tintin på månen av Hergé i svensk översättning av Björn Wahlberg
- Ert blod på mina broddar av Elin Lucassi
- Urmodern av Åsa Schagerström
- Den rödaste rosen slår ut av Liv Strömquist